# Theloderma nagalandense
Theloderma nagalandense es una especie de anfibio anuro de la familia Rhacophoridae.

## Distribución geográfica
Esta especie es endémica del estado de Nagaland en la India. Solo se conoce en su localidad típica, Tseminyu, a 1421 m sobre el nivel del mar.

## Etimología
El nombre de la especie está compuesto de nagaland y del sufijo latino -ense que significa "que vive, que habita", y se le dio en referencia al lugar de su descubrimiento, el estado de Nagaland.

## Publicación original
- Orlov, Dutta, Ghate & Kent, 2006: New species of Theloderma from Kon Tum Province (Vietnam) and Nagaland State (India) [Anura: Rhacophoridae]. Russian Journal of Herpetology, vol. 13, n.º 2, p. 135-154[4]